# Lista de prefeitos de Lavandeira (Tocantins)
Esta é a lista de prefeitos e vice-prefeitos do município de Lavandeira, estado brasileiro do Tocantins.
| Nº | Nome                                                         | Imagem                                              | Partido                                                   | Vice-prefeito                                                         | Período do governo (duração do governo)                             | Observações                                                                         |
| -- | ------------------------------------------------------------ | --------------------------------------------------- | --------------------------------------------------------- | --------------------------------------------------------------------- | ------------------------------------------------------------------- | ----------------------------------------------------------------------------------- |
| —  | Vicente Alves de Oliveira                                    |                                                     | Partido da Frente Liberal PFL                             | —                                                                     | 19 de dezembro de 1995 até 31 de dezembro de 1996 (1 ano e 13 dias) | Prefeito nomeado responsável por fazer a transição até a primeira eleição municipal |
| 1  | Antônio Francisco Leite                                      |                                                     | Partido da Frente Liberal PFL                             | Pedro Henrique Magalhães (Aurora do Tocantins, 11.06.1968–) (PSDB)    | 1º de janeiro de 1997 até 31 de dezembro de 2000 (4 anos)           | Prefeito e vice eleitos em sufrágio universal                                       |
| 1  | Antônio Francisco Leite                                      | Alcimar Martins Santos (Goiânia, 25.08.1971–) (PPB) | Partido da Frente Liberal PFL                             | 1º de janeiro de 2001 até 31 de dezembro de 2004 (4 anos)             | Prefeito e vice reeleitos em sufrágio universal                     |                                                                                     |
| 2  | Antônio Maria de Castro (Unaí, 18.12.1970–)                  |                                                     | Partido da Frente Liberal PFL                             | João Messias Coelho (Morada Nova, 06.07.1955–) (PFL)/(DEM)            | 1º de janeiro de 2005 até 31 de dezembro de 2008 (4 anos)           | Prefeito e vice eleitos em sufrágio universal                                       |
| 2  | Antônio Maria de Castro (Unaí, 18.12.1970–)                  | Democratas DEM                                      | 1º de janeiro de 2009 até 31 de dezembro de 2012 (4 anos) | João Messias Coelho (Morada Nova, 06.07.1955–) (PFL)/(DEM)            | Prefeito e vice reeleitos em sufrágio universal                     |                                                                                     |
| 3  | Durval Francisco de Castro (Unaí, 23.06.1970–)               |                                                     | Partido da Social Democracia Brasileira PSDB              | Camerino Pereira Bastos (Aurora do Tocantins, 16.10.1984–) (PSDB)     | 1º de janeiro de 2013 até 31 de dezembro de 2016 (4 anos)           | Prefeito e vice eleitos em sufrágio universal                                       |
| 4  | Roberto Cesar Ferreira de Oliveira (Brasília, 29.05.1980–)   |                                                     | Partido do Movimento Democrático Brasileiro PMDB          | Rubens Tadeu Ferreira da Costa (Campos Belos, 16.10.1984–) (PV)/(DEM) | 1º de janeiro de 2017 até 31 de dezembro de 2020 (4 anos)           | Prefeito e vice eleitos em sufrágio universal                                       |
| 4  | Roberto Cesar Ferreira de Oliveira (Brasília, 29.05.1980–)   | Partido Social Democrático PSD                      | 1º de janeiro de 2021 até 31 de dezembro de 2024 (4 anos) | Rubens Tadeu Ferreira da Costa (Campos Belos, 16.10.1984–) (PV)/(DEM) | Prefeito e vice reeleitos em sufrágio universal                     |                                                                                     |
| 5  | Denninsson Péricles Pereira de Almeida (Paranã, 20.10.1993–) |                                                     | Partido Social Democrático PSD                            | Flávio Henrique França de Almeida (Brasília, 13.11.1984–) (UNIÃO)     | 1º de janeiro de 2025 até Atualidade                                | Prefeito e vice eleitos em sufrágio universal                                       |